# Horndean
Horndean is een civil parish in het bestuurlijke gebied East Hampshire, in het Engelse graafschap Hampshire met 12.942 inwoners.